# オデュッセウスの帰還 (ピントゥリッキオ)
『オデュッセウスの帰還』（オデュッセウスのきかん、伊: Il Ritorno di Ulisse, 英: The Return of Odysseus）あるいは『ペネロペと求婚者たち』（伊: Penelope con i Proci, 英: Penelope with the Suitors）は、イタリアのルネサンス期のペルージャ派の画家ピントゥリッキオが1509年ごろに制作した絵画である。フレスコ画。主題はホメロスの叙事詩『オデュッセイア』から取られている。シエーナ共和国の君主パンドルフォ・ペトルッチのマグニフィコ宮のために制作した壁画の1つであるが、保存状態は非常に悪い。イギリスの美術収集家アレクサンダー・バーカー（Alexander Barker, 1797年-1873年）のコレクションを経て、現在はロンドンのナショナル・ギャラリーに所蔵されている。

## 主題

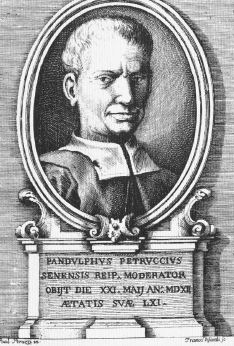
シエーナ共和国の君主パンドルフォ・ペトルッチ。

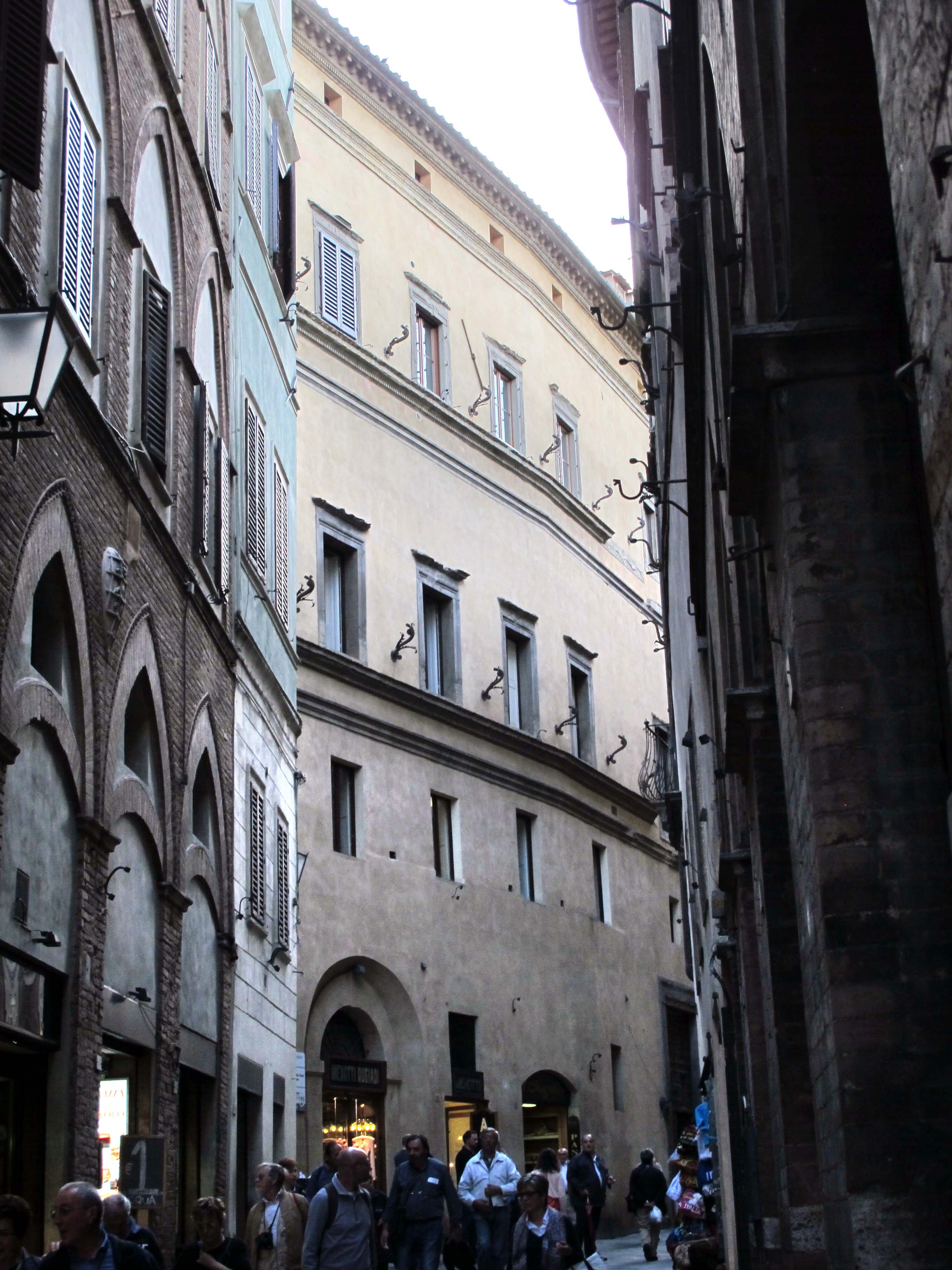
現在のマグニフィコ宮。

ペトルッチの紋章。

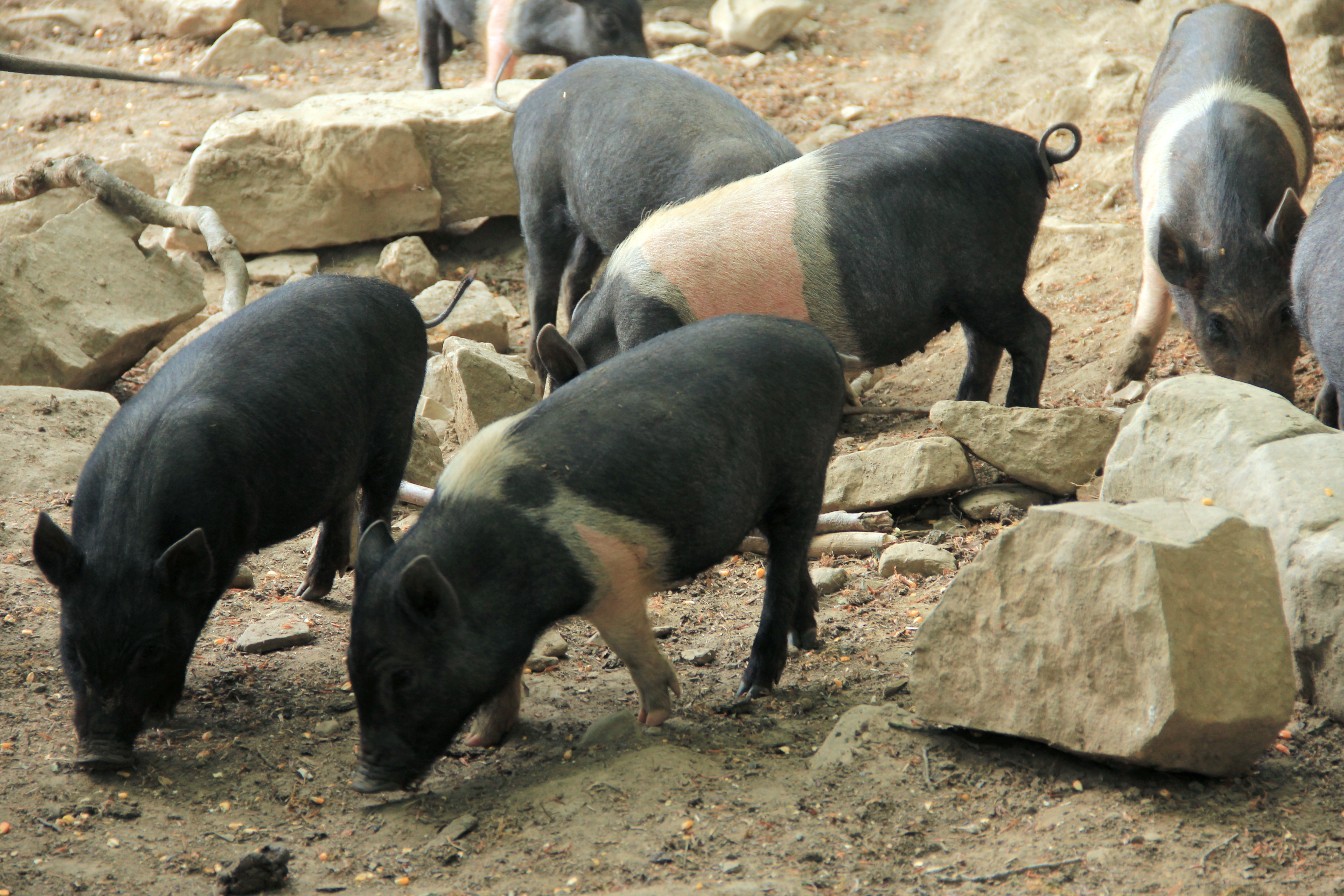
シエーナ地方で古くから飼育されているチンタ・セネーゼ豚。

『オデュッセイア』によると、トロイア戦争を戦い抜いたオデュッセウスは帰国の途に就いたが、暴風のために航路を外れ、一つ目巨人のキュクロプスや魔女キルケの島などの様々な土地を冒険し、セイレンやスキュラ、カリュブディスなど様々な怪物と遭遇したのち、カリュプソの島に流れ着き、多くの月日を過ごした。その間、故郷のイタケではオデュッセウスが死んだものと考えた多くの者たちが妻ペネロペに求婚していた。ペネロペは年老いた義理の父ラエルテスの喪服を織るという口実を作り、昼に織った布を夜に解くことで決して完成しないようにして、求婚を避け続けた。その後、オデュッセウスは帰国すると、物乞いに変装して身分を偽り、ペネロペの新しい夫を決める弓競技に参加し、求婚者の誰もがオデュッセウス家の家宝であるエウリュトスの弓を引き絞ることができなかったときに、オデュッセウス自ら弓を引き絞って見せ、求婚者たちを誅殺した。

## 制作経緯
シエーナ共和国の君主パンドルフォ・ペトルッチは、息子ボルゲーゼと、シエーナの貴族であるピッコロミーニ家出身の教皇ピウス3世の姪ヴィットーリア（Vittoria Piccolomini）との結婚を祝うため、ピントゥリッキオやルカ・シニョレッリ、ジローラモ・ジェンガにマグニフィコ宮の壁面を装飾する8点のフレスコ画連作を依頼した。ピントリッキオは数年前にも、ピッコロミーニ家からシエーナ大聖堂のピッコロミーニ図書館の装飾を委託されていたため、マグニフィコ宮を装飾する画家の1人に選ばれたのは当然の結果であった。
主題はいずれも古代ギリシア・ローマの神話や歴史から取られている。ピントゥリッキオは本作品のほかに『スキピオの自制』（La continenza di Scipione）、ルカ・シニョレッリは『ローマを救うよう家族に説得されたコリオラヌス』（Coriolano convince la sua famiglia a risparmiare Roma）、『運命の勝利と武装解除され拘束されたキューピッド』（Trionfo della casità con Cupido disarmatoe legato）、ジローラモ・ジェンガは『トロイアから脱出するアエネイス』（Fuga di Enea da Troia）『ハンニバルからローマの捕虜を引き換えるファビウス・マクシムスの息子』（Il figlio di Fabio Massimo riscatta da Annibale i prigionieri romani）といった壁画を制作した。

## 作品
ピントゥリッキオは初期ルネサンスの世界に舞台を設定して『オデュッセイア』の物語を描いている。ペネロペは画面左端の機織り機の前に座って布を織り上げている。物乞いに変装したオデュッセウスは旅行者の象徴である杖を持ち、画面右端の奥にある入口から室内に入っている。『オデュッセイア』によると、変装したオデュッセウスが自分の館に入ろうとすると、求婚者たちに見咎められ、口論になっている。ペネロペの頭上には、オデュッセウスによってのみ引き絞ることができる家宝の弓が掛けられている。画面中央の人物は、人差し指を上げてペネロペに話しかけている。この人物はしばしばオデュッセウスとペネロペの息子テレマコスと見なされている。求婚者たちはいずれも高価で色彩豊かな服を着ている。帽子を被っている者もいれば、ターバンを巻いた者や、金髪の巻き毛を持つ者もいる。画面右に立ち、鑑賞者の側に目を向けている鷹匠の男もまたペネロペの求婚者の1人と考えられている。彼は狩猟の才能をアピールするために右手に鷹を留まらせている。
窓の外に見える風景にはオデュッセウスの冒険が断片的に描かれている。たとえば、海上には航海する帆船があり、その甲板にはセイレンの歌声を聞くため、柱に縛られたオデュッセウスの姿が見える。海中には二股に分かれた魚の尾を持つセイレンの姿があり、近くのボートに乗った水夫たちはセイレンの美しい歌声の虜となって、海に飛び込んでいる。画面左の海岸には魔女キルケの宮殿があり、キルケの魔法によって豚に変えられた人々の群れが見える。豚は黒ないし黒と白の模様がある姿で描かれているため、シエーナ地方で古くから飼育されているチンタ・セネーゼ豚という品種と考えられている。オデュッセウスは彼らの間に立ち、キルケと会っている。マグニフィコ宮の装飾はペトルッチの紋章を構成する青と金の2色が支配的であり、本作品においてはオデュッセウスの帆船とキルケの宮殿にペトルッチの紋章を見ることができるほか、ペネロペはペトルッチの紋章と同じ青と金の2色からなる衣服をまとっている。
主題の選択は結婚と関連している。ルネサンス期の女性にとって重要な美徳である、貞節と純潔を象徴する神話的女性としてペネロペが選択されている。一方でパンドルフォは1490年代後半に政治的陰謀で告発され、故郷であるシエーナから追放された経験を持つことから、オデュッセウスの帰国の物語はパンドルフォにとっても意味のある主題であったことが指摘されている。

## 来歴
マグニフィコ宮の壁画は1844年にパリの政治家ジョリー・ド・バンヴィル（Joly de Bammeville）のために取り外された。その後、ピントゥリッキオとルカ・シニョレッリの計3点の壁画はロンドンの美術収集家アレクサンダー・バーカーによって購入された。バーカーはイタリア・ルネサンス期をはじめとする西洋絵画、あらゆる時代のフランス家具、イギリスおよび大陸で生産された陶磁器、ヴェネツィアとドイツのステンドグラス、ブロンズ、木、象牙、水晶の彫刻を含む膨大なコレクションを所有していた。バーカーのコレクションにはサンドロ・ボッティチェッリの『ヴィーナスとマルス』（Venere e Marte）、4点の『ナスタージョ・デリ・オネスティの物語』（Nastagio degli Onesti）、ピエロ・デッラ・フランチェスカの『キリストの降誕』（Natività）などが含まれていた。所有者が1873年に死去すると、翌1874年にクリスティーズで売却され、ナショナル・ギャラリーは本作品を2,050ギニーで購入した。
こうして8点のフレスコ画のうち、ピントゥリッキオとルカ・シニョレッリの3作品はナショナル・ギャラリーに所蔵された。ジローラモ・ジェンガの2作品はシエナ国立美術館に所蔵されている。残る3作品は現存していないが、大英博物館にはピントゥリッキオの失われた『スキピオの自制』の全体素描が所蔵されている。

## ギャラリー
アレクサンダー・バーカーのコレクションからナショナル・ギャラリーに入った絵画。

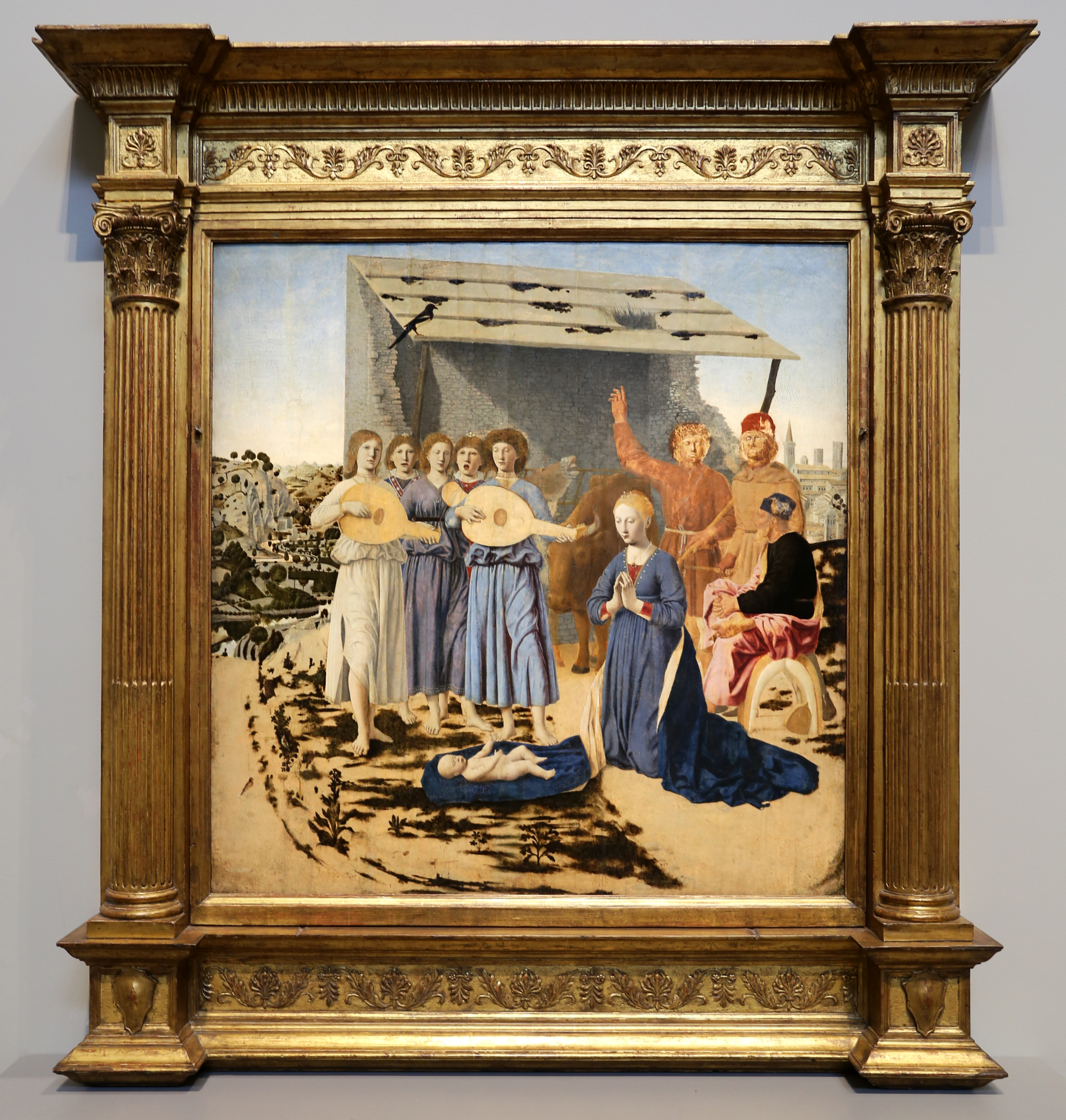
ピエロ・デラ・フランチェスカ『キリストの降誕』1460年ごろ
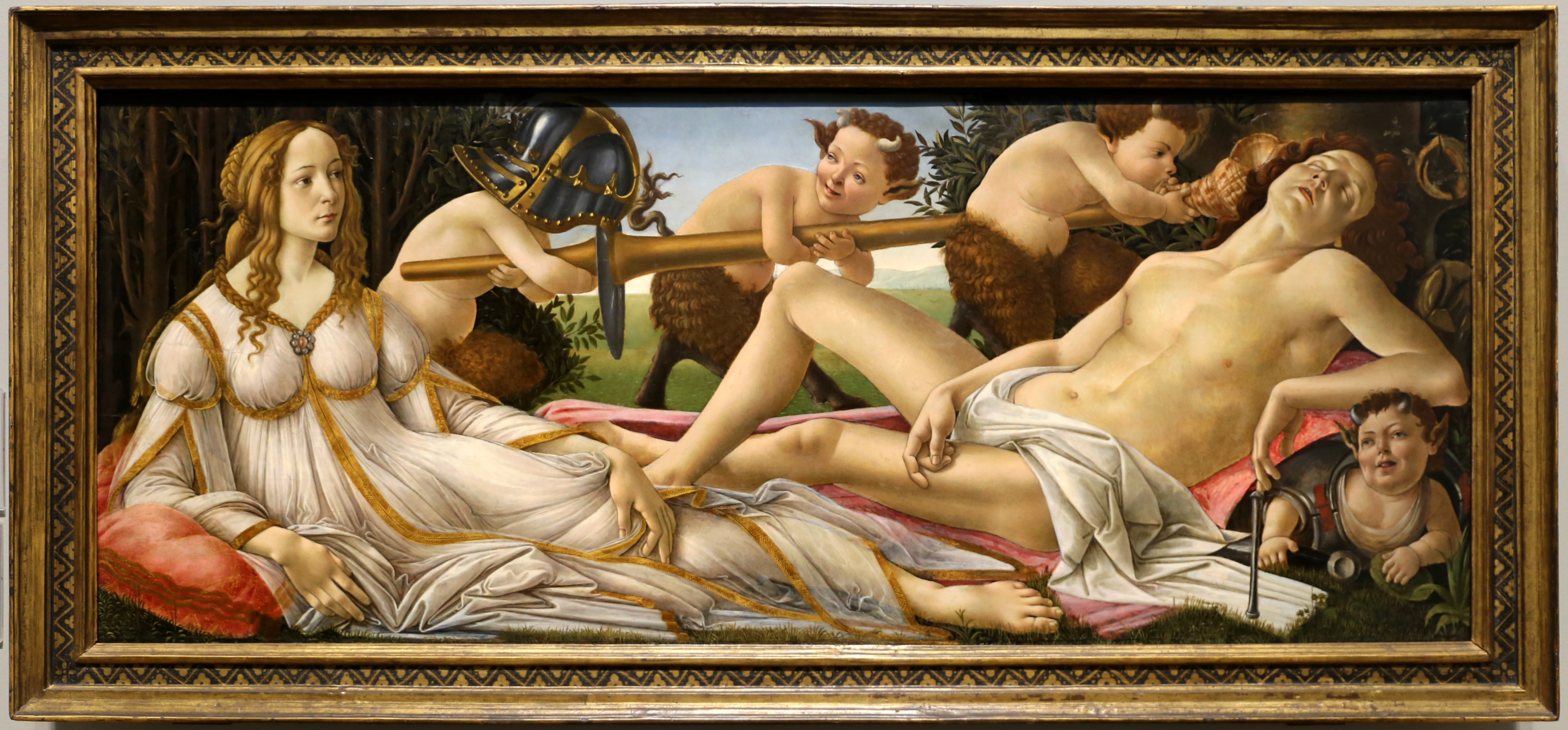
サンドロ・ボッティチェッリ『ヴィーナスとマルス』1485年ごろ
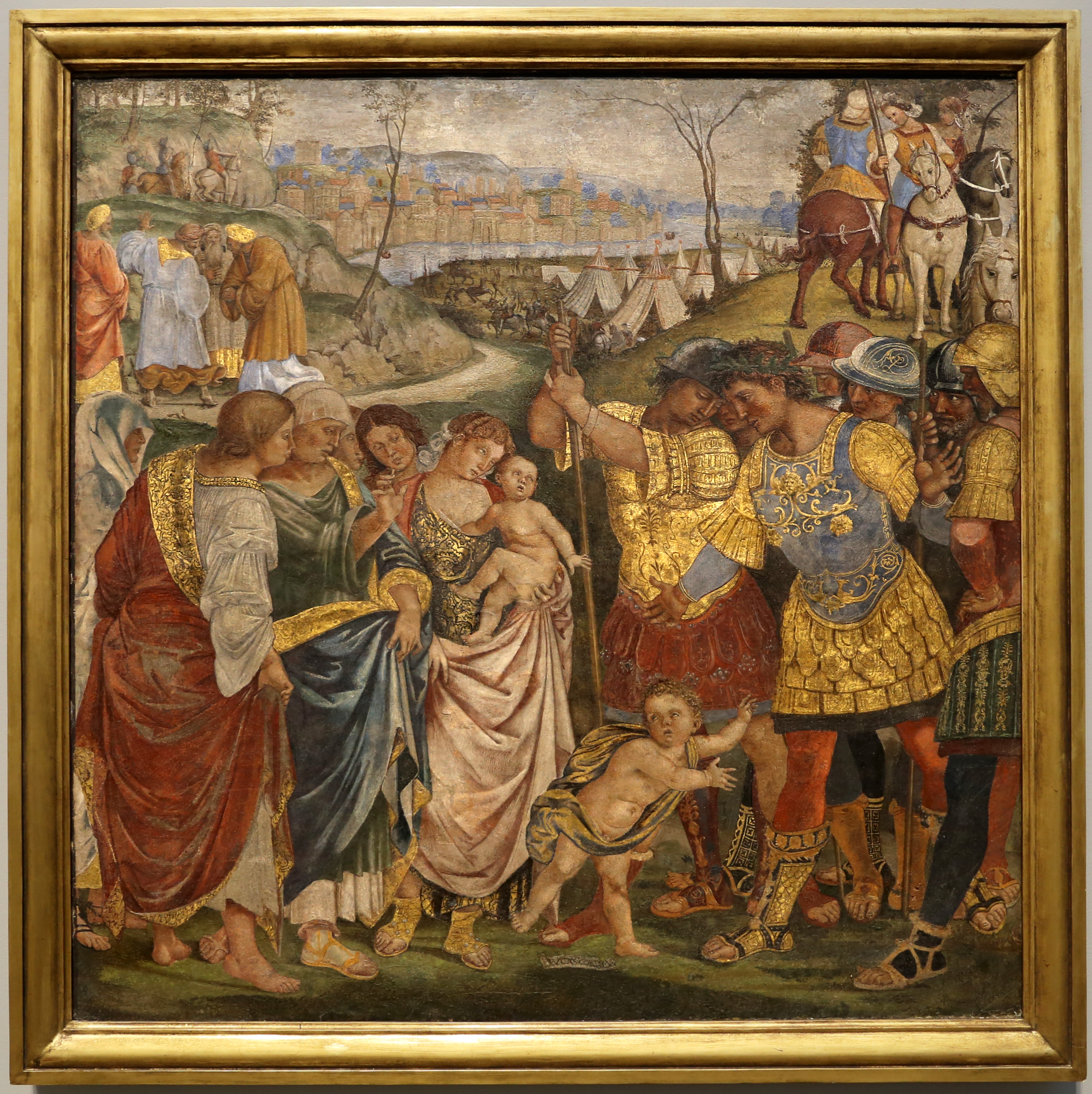
ルカ・シニョレッリ『ローマを救うよう家族に説得されたコリオラヌス』1509年ごろ
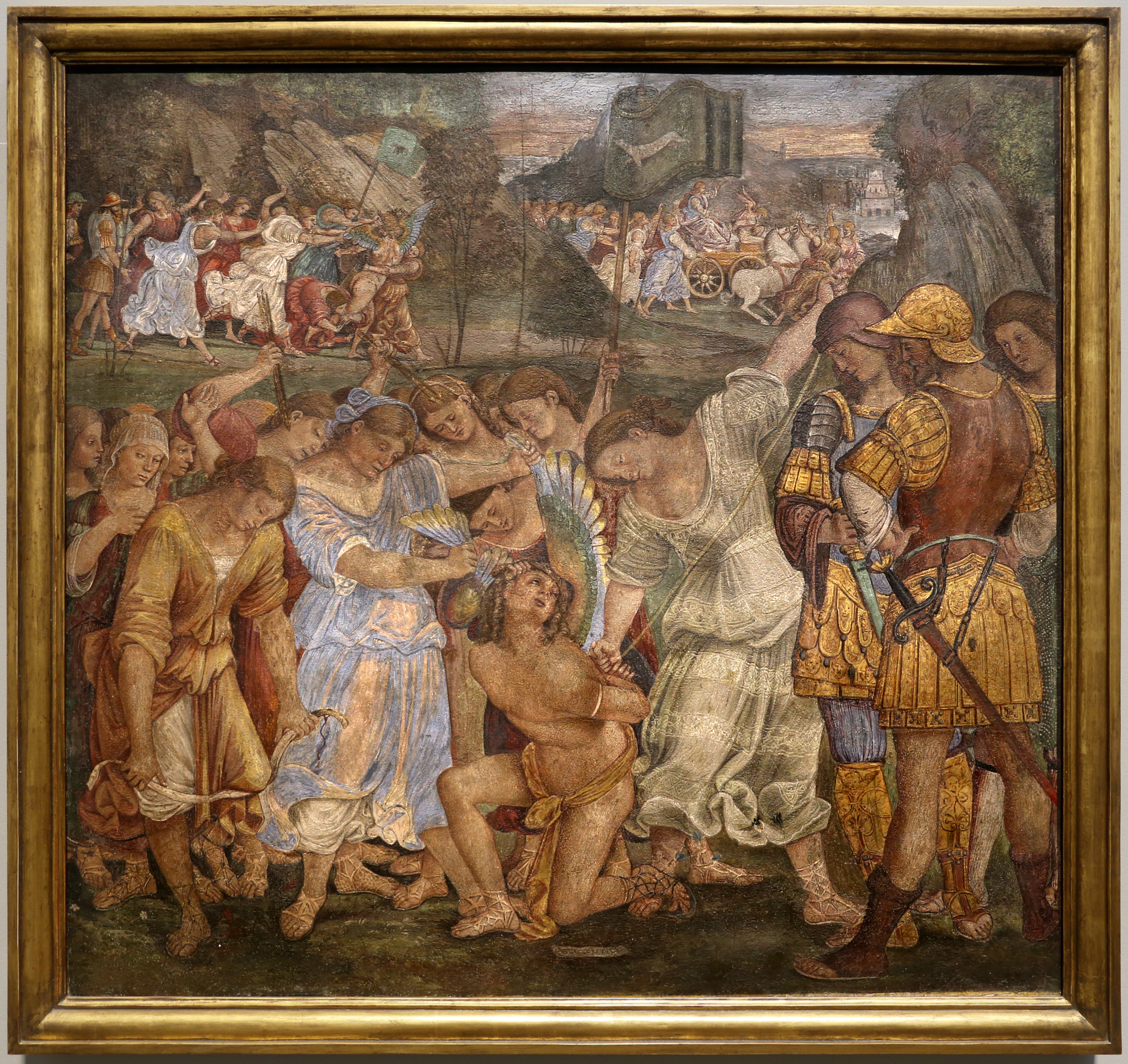
ルカ・シニョレッリ『運命の勝利と武装解除され拘束されたキューピッド』1509年ごろ